# 2024년 튀링겐 주의회 선거
2024년 튀링겐 주의회 선거는 2019년 튀링겐 주의회 선거의 후임 주의원을 뽑는 선거이다. 원래 2021년에 해산하려고 했지만 코로나19 범유행으로 오리무중인 상태에서 해산이 무산되었다. 2024년 9월 1일 2024년 작센 주의회 선거와 동시에 실시되었다.

## 같이 보기
- 2020년 튀링겐 정치 위기